# James Hook (rugby à XV)
Pour les articles homonymes, voir James Hook et Hook.

a Compétitions nationales et continentales officielles uniquement.

b Matchs officiels uniquement.
Dernière mise à jour le 12 juillet 2023.
James Hook, né le 27 juin 1985 à Neath (pays de Galles), est un joueur international gallois de rugby à XV, évoluant principalement au poste de demi d'ouverture mais parfois aussi en tant que centre ou arrière.

## Carrière

### En club

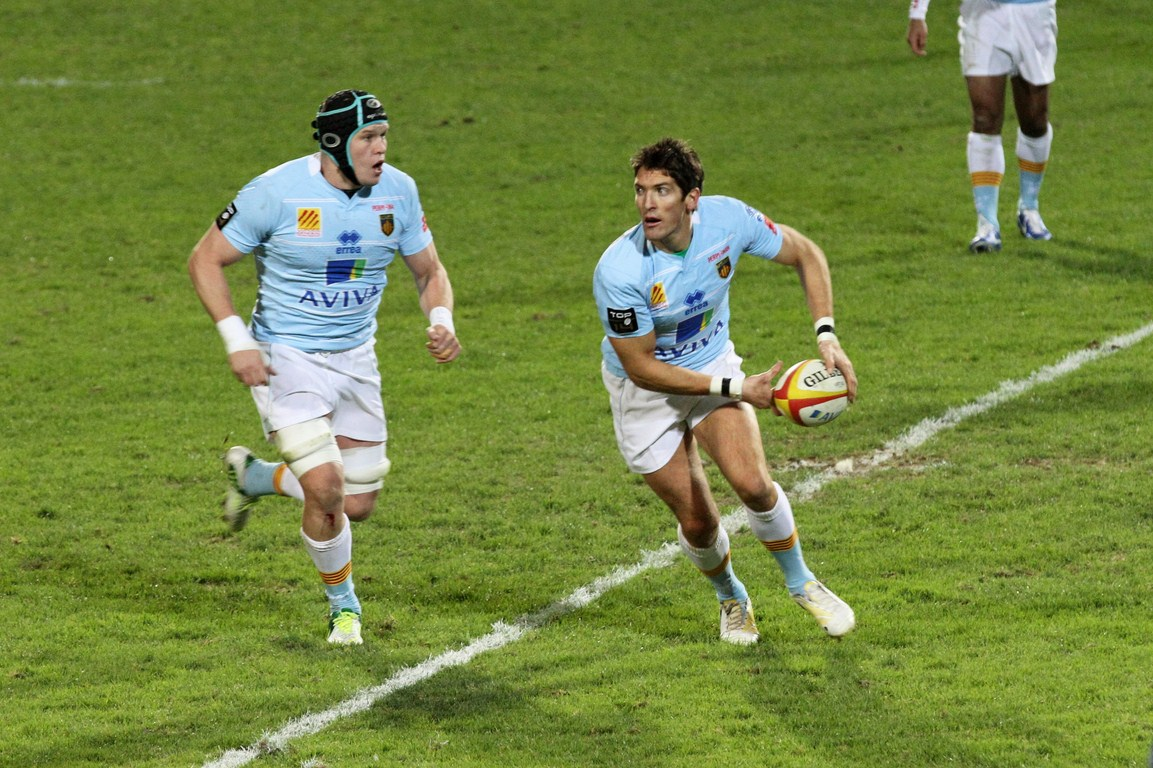
James Hook ouvre devant Luke Narraway avec l'USAP face au SU Agen en Top 14 2012-2013.

Avant de jouer en franchise régionale avec les Ospreys, il connaît le succès avec le Neath RFC, devenant le meilleur réalisateur de points sur une saison.
En 2011, l'Union sportive arlequins perpignanais, ou USAP, annonce son arrivée pour jouer au poste de demi d'ouverture. Son contrat est prévu pour une durée de trois ans. Les chiffres annoncés concernant son salaire, un million de livres pour trois saisons entre 2011 et 2014 soit presque 384 000 € annuels, le place au-dessus de Sébastien Chabal, et un peu en dessous de Jonny Wilkinson. En 2013, il prolonge son contrat pour trois nouvelles années. Lors de cette saison 2013-2014, il est toutefois confronté à la concurrence de Camille Lopez, arrivé de l'Union Bordeaux Bègles.
En 2014, à la suite de la descente de l'USAP en Pro D2, James Hook, qui a toujours pour ambition de disputer la Coupe du monde 2015, décide de quitter l'USAP pour rejoindre un club au pays de Galles ou en Angleterre.

### En équipe nationale
Après avoir brillé avec les moins de 21 ans gallois, James Hook fait parler son talent avec l'équipe du pays de Galles de rugby à sept, inscrivant l'essai de la victoire contre l'Afrique du Sud lors des Jeux du Commonwealth. Hook intègre le plus haut niveau malgré son jeune âge. En effet, il obtient sa première cape internationale le 11 juin 2006 à l'âge de 21 ans, à l’occasion d’un match contre l'Argentine. Il est appelé dans la sélection des Lions britanniques lors de la tournée 2009 pour remplacer son compatriote Leigh Halfpenny blessé à la cuisse. Bien que figurant parmi les remplaçants lors du dernier test de la série, il n'entre pas sur le terrain.
Figurant dans le groupe de joueurs préparant la Coupe du monde 2015, il n'est finalement pas conservé par l'entraîneur national Warren Gatland. Après les blessures de Scott Williams au genou, et Hallam Amos, épaule démise, lors du match face à l'Angleterre, il est rappelé au sein du groupe gallois avec Gareth Anscombe.

## Palmarès

### En club
- Champion de la Celtic League en 2007 et en 2010 avec les Ospreys.
- Vainqueur de la Coupe d'Angleterre en 2008 avec les Ospreys.
- Vainqueur du Challenge européen en 2015 avec Gloucester Rugby.

### En équipe nationale
Au 18 octobre 2015, James Hook compte 81 sélections avec le pays de Galles, dont cinquante en tant que titulaire. Il inscrit 352 points, treize essais, 46 transformations, quatre drops et 61 pénalités. Il obtient sa première sélection le 11 juin 2006 à  Puerto Madryn contre l'Argentine.
Il participe à huit éditions du Tournoi des Six Nations, en 2007, 2008, 2009, 2010, 2011, 2012, 2013 et 2014. Il remporte les éditions de 2008, 2012 (réalisant le Grand Chelem lors de ces deux Tournois) et 2013. 
Il participe à trois éditions de la Coupe du monde, en 2007, disputant quatre rencontres contre le Canada, l'Australie, le Japon et les Fidji, inscrivant 23 points dont un essai ; en 2011, disputant cinq rencontres, face à l'Afrique du Sud, les Samoa, l'Irlande,la France et l'Australie. Il est rappelé pour l'édition 2015 où il joue contre les Fidji, l'Australie et l'Afrique du Sud. 

## Fin de carrière
Début janvier 2020, James Hook annonce à la radio britannique BBC qu'il « souhaite tourner la page » et se consacrer à l'écriture.